# Julius Popper
Pour les articles homonymes, voir Popper.
Julius Popper ou Julio Popper, né le 15 décembre 1857 à Bucarest et mort le 5 juin 1893 à Buenos Aires, est un explorateur, aventurier, mercenaire et ingénieur roumain.
Il est un des principaux responsables de l'extermination des indigènes Selknams qui habitaient la Terre de Feu.

## Biographie
Issu d’une famille juive roumaine, Julius (Iuliu) Popper se passionne durant sa jeunesse pour la géographie, les sciences naturelles et les mathématiques. 
Son père, Neftali Popper (1820-1891), est professeur et directeur de la première école juive moderne et du premier hebdomadaire israélite de tendance libérale. Cet hebdomadaire bilingue roumain-yiddish, appelé Timpul Pi Zait est paru du 17 mai au 7 août 1859. Sa disparition fut due à des difficultés matérielles et à l'action d'éléments ultra-orthodoxes qui y voyaient un facteur de déjudaïsation. Le professeur Neftali Popper a aussi écrit divers manuels en hébreu et en roumain ; et il a traduit en roumain de nombreuses œuvres allemandes et hébraïques. Il a été également, à un certain moment de sa vie, libraire dans la rue Vacaresti, importante artère commerciale de la capitale roumaine.
Après l’obtention de son diplôme d’ingénieur des mines à Paris, Julius Popper parcourt le monde, obtient un poste aux travaux du canal de Suez puis visite l’Inde, la Chine et le Japon. Ayant appris en Amazonie, en 1885, l'existence d'une ruée vers l'or en Terre de Feu, il réussit à obtenir la concession d’un vaste domaine sur cette île encore inexplorée et y débarque, accompagné d’une troupe de mercenaires austro-hongrois. Tout en massacrant les peuples indigènes et les voleurs de bétail pour le compte des éleveurs argentins qui le paient, il fonde plusieurs sites de prospection minière. Les aventuriers affluent. Popper les loge, leur fournit la nourriture, le chauffage et le matériel, rachète et expédie vers le continent l’or qu’ils ont extrait. Si ses publications scientifiques sont appréciées par les sociétés savantes argentines et roumaines, ses initiatives inquiètent le pouvoir de Buenos Aires : en effet, non seulement il frappe monnaie - en or - mais il émet aussi ses propres timbres, dont il impose l'usage pour le courrier à destination du Chili et de l'Argentine. Une canonnière de la marine argentine met fin à cette insubordination.
Accusé d’être un espion britannique, amené à Buenos Aires pour y être jugé, il meurt dans sa chambre d'hôtel, le 5 juin 1893, pendant son procès, à l’âge de trente-six ans, apparemment empoisonné. Au moment du transfert de sa dépouille, son cercueil est vide. Les raisons et les circonstances de sa fin sont loin d'être claires. Une enquête menée deux ans après sa mort établissait que des personnes qu'il avait offensées ou lésées durant son séjour en Terre de Feu auraient cherché à l'assassiner.

### Littérature et bande dessinée
- Patricio Manns (trad. de l'espagnol), Cavalier seul : roman, Paris, Phébus, 28 mai 1999, 280 p. (ISBN 2-85940-624-7)
- Julio Popper, le dernier roi de Terre de Feu, Rue de Sèvres, 2015
Scénario : Matz - Dessin : Léonard Chemineau - Couleurs : Léonard Chemineau